# La Banda Balca

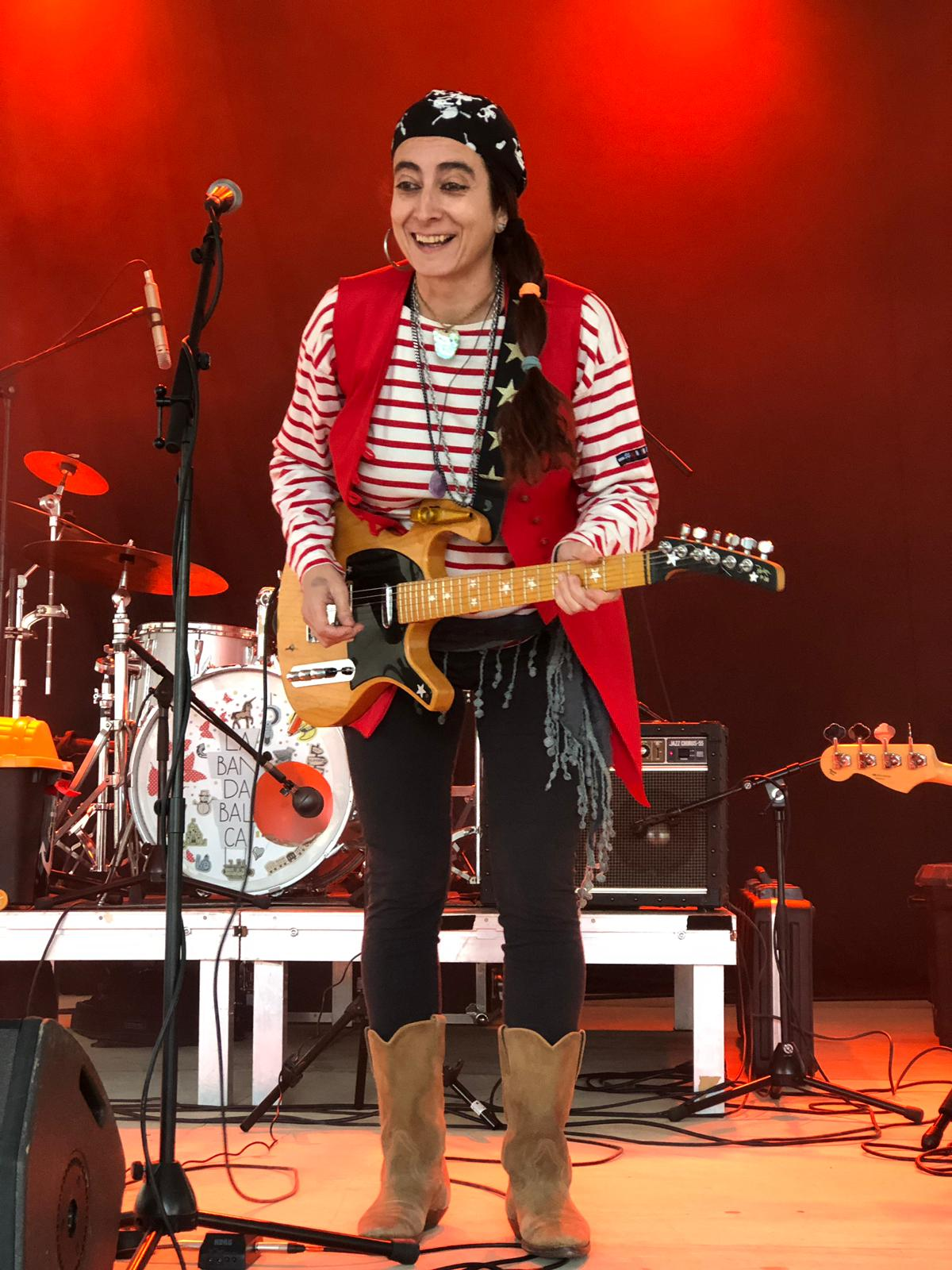
L'Ànnia (cantant i guitarrista de la formació)

La Banda Balca és un grup d'animació infantil sorgit l'any 2015 a Banyoles. El grup està format actualment per Alejandro García i Chacón (acordió i veu), Ànnia Vergonyós i Cabratosa (veu i guitarra), Enric Juncà i Riuró (bateria) i Pau Sánchez i Ariño (baix) en substitució de Lluís Busquets i Costa (membre fundador).
En el marc de celebració del desè aniversari de l'Escola Bressol Municipal La Balca de Banyoles, tres pares i una mare es van animar a crear un himne per a l'escola, La Balca és de tots i posteriorment amb la bona acollida del públic van decidir continuar oferint la seva música a les famílies. A partir d'aquí el grup va autoeditar un EP titulat "La Banda Balca" (2015) i dos discs, "Balandibània" (2015) i "Objectiu: la Terra" (2017). Aquest disc va ser gravat als Estudis Ground de Cornellà del Terri per en Jaume Figueres i amb la col·laboració d'artistes convidats com Àngel Daban, Núria Valentí (integrant de Orchestra Fireluche), Dani Guijarro Headbirds, Pol Soler i Panxii Badii (col·laborador habitual d'artistes com Clara Peya, The Gramophone all stars big band o Jorge Drexler). El disc "Objectiu:la Terra" va optar a finalista als Premis Enderrock de la música catalana. La cançó Fem un nus d'aquest àlbum va ser escollida per formar part del disc recopilatori de música familiar Cançonetes per a xics (Discmedi, 2017).
La Banda Balca és una formació coetània a grups sorgits del creixent panorama musical familiar com ara els grups Xiula, The Penguins reggae per xics, Els Mainasons, El pot petit… i beu de referents en l'animació i la música infantil com Àngel Daban, Xesco Boix, La Pataqueta, El sac de danses o el Grup de Folk, entre d'altres...